# Bomolocha germanalis
Bomolocha germanalis är en fjärilsart som beskrevs av Walker 1859. Bomolocha germanalis ingår i släktet Bomolocha och familjen nattflyn. Inga underarter finns listade i Catalogue of Life.